# Cathedral and John Connon School
La Cathedral and John Connon School est une école privée indienne, située à Bombay dans l'État de Maharashtra. C'est une école réputée, bien située dans les classements nationaux. Elle attirent des élèves issues de milieu aisés et de l'élite. Cette école comprend cinq sections: écoles préprimaires, infantiles, juniors, intermédiaires et supérieures. Elle a été fondée en 1860 et va de l'école maternelle jusqu'au lycée. Le rapport du Hindustan Times de 2013 la nommait la meilleure école par Indian Certificate of Secondary Education (ICSE) et Council for the Indian School Certificate Examinations (ISC) du pays. L'école propose le Programme du diplôme de baccalauréat international (IBO) à ses élèves.